# Meesdorf

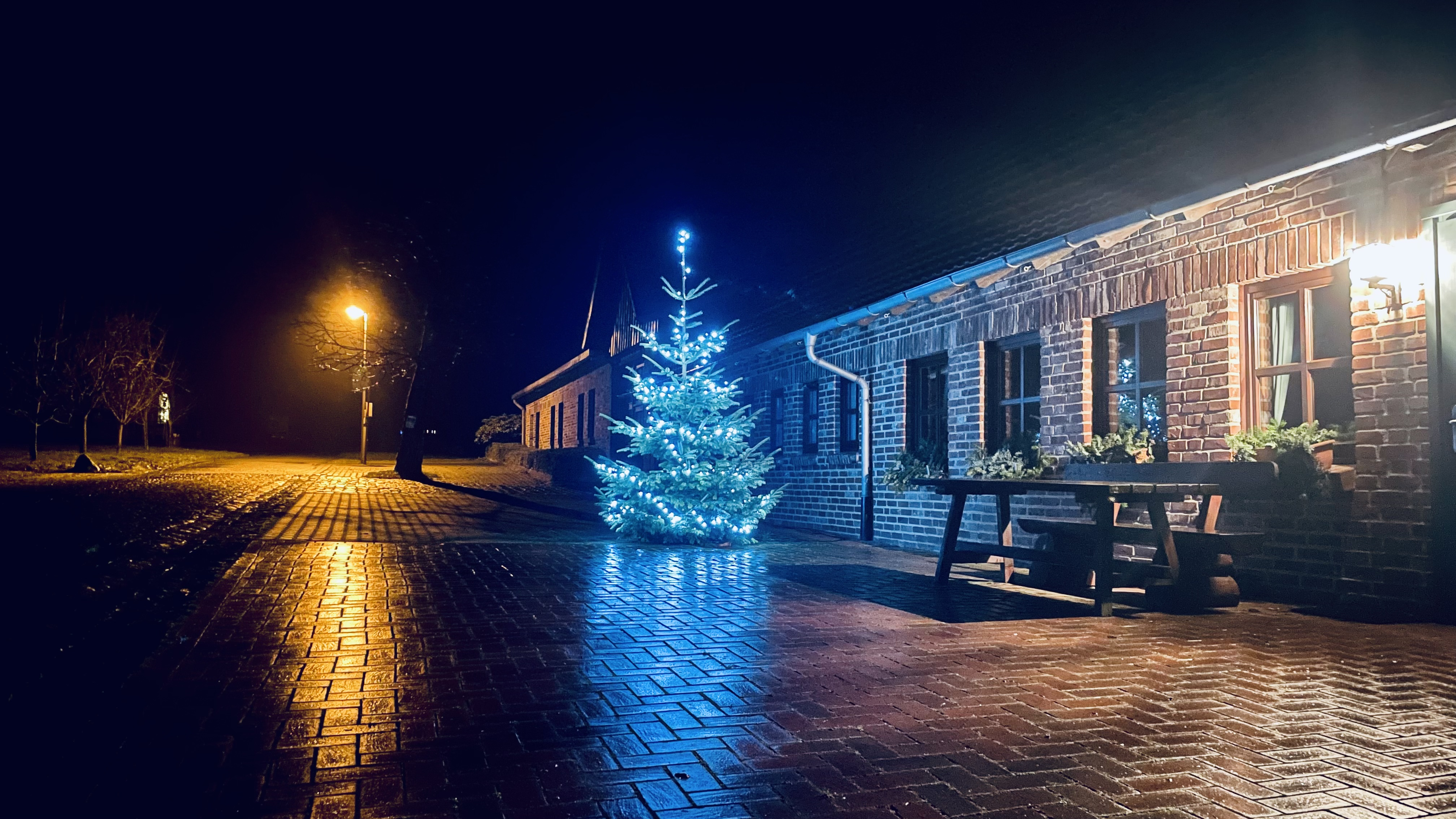
Traktorenmuseum Meesdorf

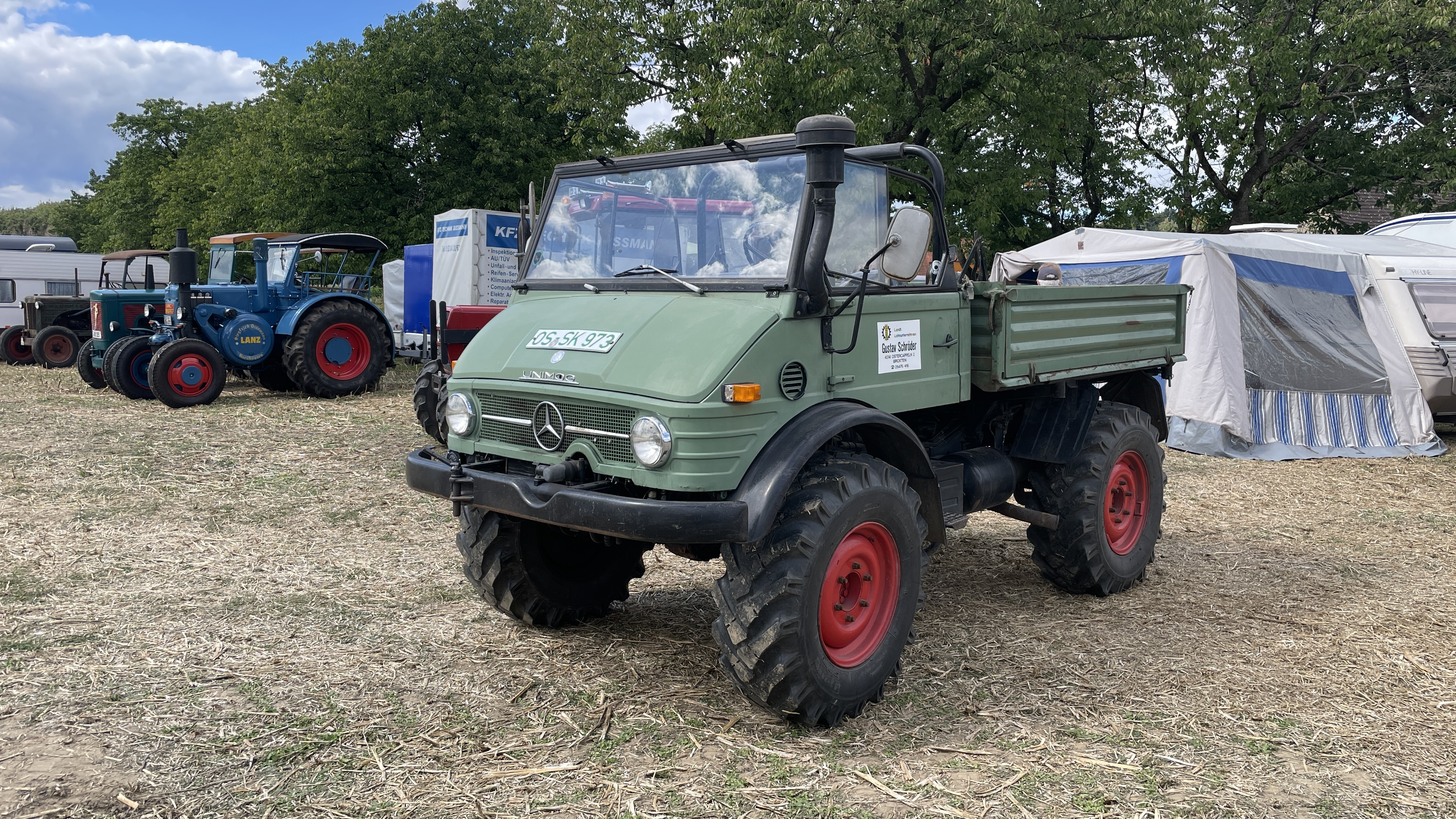
Zweijährliches Traktorentreffen

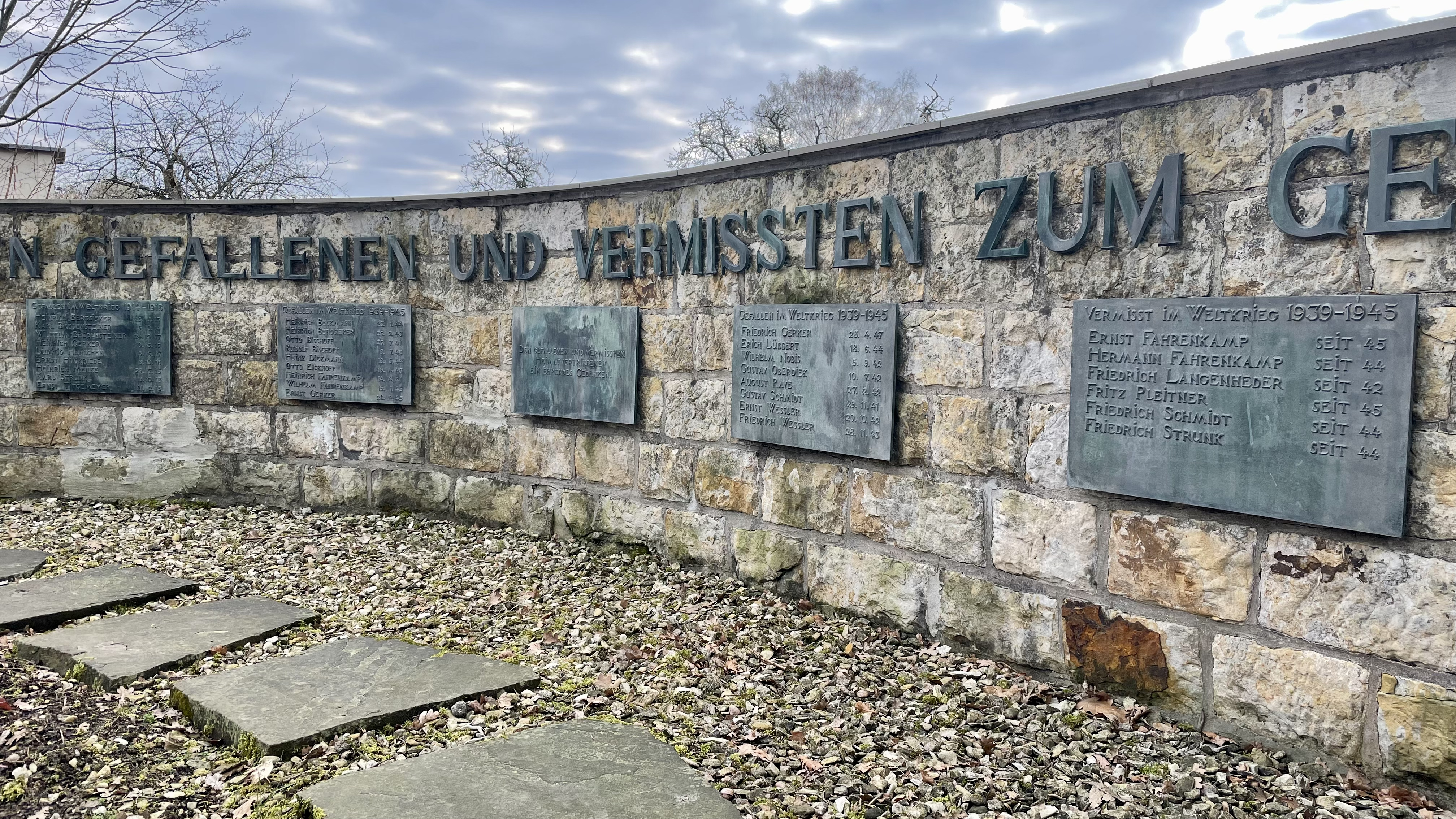
Erinnerungsstätte der Weltkriege

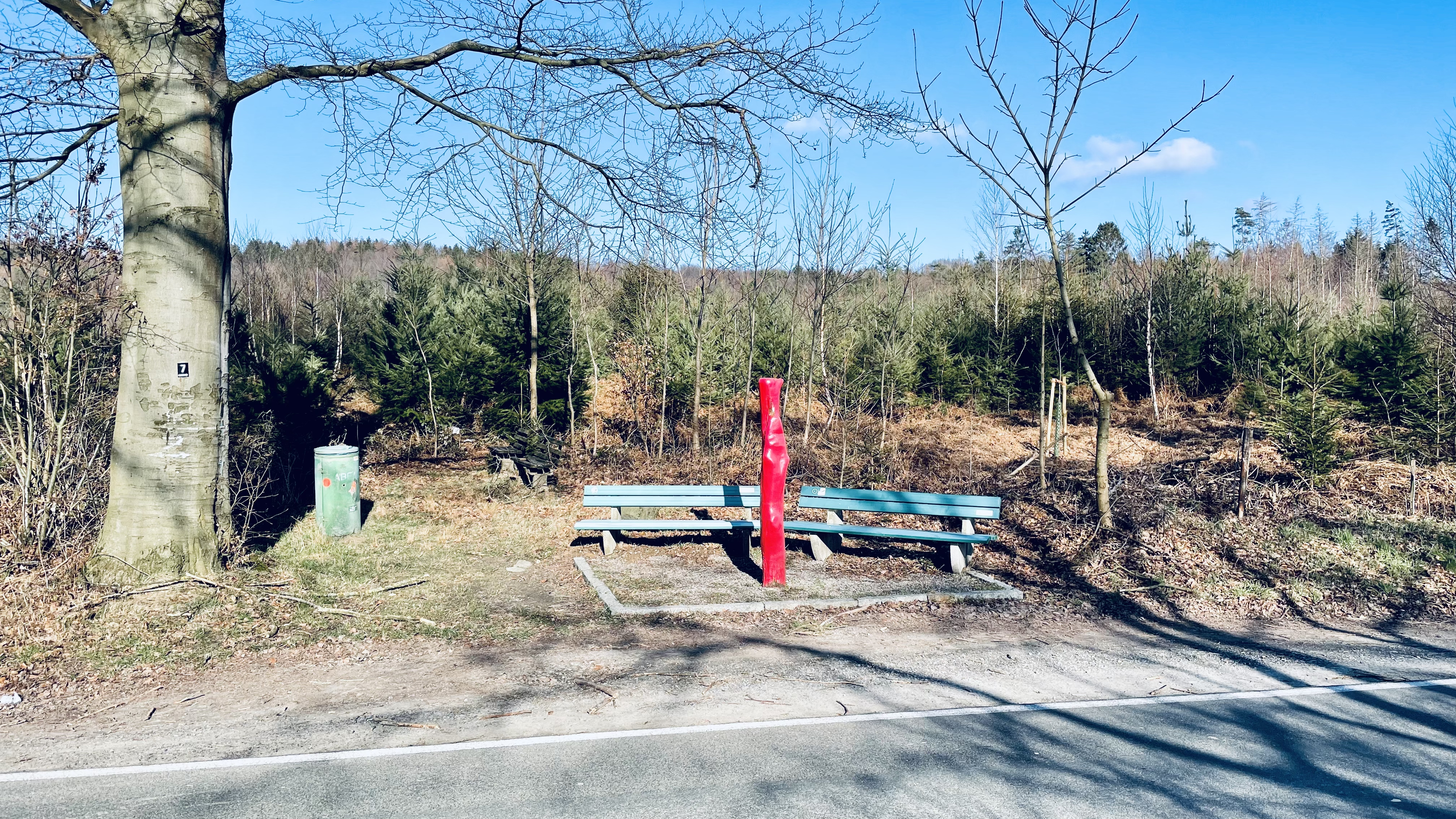
Rote Pfahl, Markierung nach Kalbsiek

Meesdorf ist ein Ortsteil von Buer in der Stadt Melle im Landkreis Osnabrück. Der Ort im Huntetal wird vom Wiehengebirge umgeben.

## Landwirtschaft, Handwerk und Gewerbe
Haupterwerbszweige sind der Ackerbau, die Viehzucht, die Forstwirtschaft, sowie traditionelle ländliche Unternehmen.
Die Landwirtschaft nutzt die meiste Fläche, die Forstwirtschaft ist ausgeprägt und kann das Holz direkt zum verarbeitenden Sägewerk bringen. Ein Metallbauunternehmen, ein Landmaschinenhandel, eine Eberstation, eine Kaminholzproduktionstätte sind neben einem Schrottplatz und kleinen Gewerben angesiedelt.

## Gemeinschaft
Der große Zeltplatz ist für Schulferienfahrten oder auch kirchliche Sommerlager geeignet. Der Fußballplatz wird neben der Übungen des Sportvereines Grün-Weiß Meesdorf auch für Feste und Veranstaltungen genutzt.
Regelmäßiges, jährliches Zusammenkommen ist während des "Dorfabend von der Meesdorfer Jagdgenossenschaft" gewährleistet, aber auch Weihnachtsfeier, das Maibaumfest, oder das Kürbisfest helfen dabei.

## Sehenswürdigkeiten
Das Traktorenmuseum, das alte und historische Landmaschinen und Fahrzeuge ausstellt. Einige davon sind noch heute in Gebrauch. Das Museum veranstaltet jede zwei Jahre ein Treckertreffen, bei dem die Besucher die Traktoren bewundern und auch mitfahren können. Außerdem wird jährlich das Kürbisfest angeboten.
Der „rote Pfahl“ war Teil einer Wegemarkierung für eine Handelsroute aus dem 19. Jahrhundert. Die Händler aus Bremen spannten für ihre schweren Handelswägen, an der großen Steigung der Bad Essener Bergstraße zusätzliche Zugpferde im Kalbsiek vor. Der rote Pfahl war der Treffpunkt, nach der Wegsteigung, am Scheitel des Berges. Dieser diente auch als Markierung, das  Sicherheit vor etwaigen Waldräuberbanden, gewährleistet ist.
Der Findlingsstein mit einer angebrachten Gedenktafel, ist mitten im Ort am Bushaltestellenplatz, Richtung Buer zu sehen und wurde zur 1000 Jahrsfeier präsentiert. „Miärstrup“ ist die Aufschrift und erinnert in ureigener, plattdeutscher Sprache an die tausendjährige Ortsgeschichte.

## Sport und Tourismus
Viele Wander- und Waldwege führen in das nahe Wiehengebirge, z. B. nach Rattinghausen oder Markendorf. Auch Linne, Barkhausen, Sehlingdorf, Buer vor dem Walde und frequentierte Wanderwege am Waldrand von Hustädte sind sehr nah. Fahrradfahrer, insbesondere spezialisierte Trekking-, oder Mountainbikefahrer haben sehr interessante, waldnahe Strecken.
Im Huntetal sind unmittelbar an der Grenze zu Barkhausen, die Saurierspuren eine wissenschaftliche Attraktion und kostenlos zu besuchen. Das archäologische Ausstellungswerk zeigt viele Fußabdrücke von prähistorischen Lebewesen, z. B. Dinosauriern und bietet einen geräumigen Parkplatz, Überdachung, Hütte, ideal für ein Urlaubspicknick.

## Persönlichkeiten
- Ernst Buermeyer (1883–1945), Lehrer und Bürgermeister von Bad Bentheim – Gildehaus